# Johannes a Marck

Johannes a Marck

Johannes a Marck auch: Johann le, van der, Marckius; (* 31. Dezember 1655jul. / 10. Januar 1656greg. in Sneek; † 30. Januar 1731 in Leiden) war ein niederländischer reformierter Theologe und Kirchenhistoriker.

## Leben
Marck war ein Sohn des Rektors der Lateinschule in Sneek Willem a Marck (* 1623; † 16. September 1667) und dessen Frau Margaretha Cloppenburg († 27. Juli 1652). Er hatte seine Mutter bereits als Kleinkind durch einen Pesttod verloren. Seine Vorfahren stammten unter anderem aus Amsterdam, wo sein Großvater der Theologieprofessor an der Universität Franeker Johannes Cloppenburg (1592–1652) und dessen zweite Frau Elisabeth Wessels (auch Bessels; † 30. Juli 1652 in Franeker) herstammten. Im Andenken an diesen Großvater erhielt er bei seiner Taufe den Namen Johannes. Nach dem Tod seiner Mutter wurde er von seiner Großmutter väterlicherseits, Barbara a Marck (geborene Arnoldi) erzogen und besuchte ab dem sechsten Lebensjahr die Lateinschule in Sneek. Hier legte er die Grundlagen in Rhetorik, Poetik, Logik, der griechischen und lateinischen Sprache.
Nach dem Tod seines Vaters immatrikulierte er sich als Vierzehnjähriger am 10. Februar 1670 er sich an der Universität Franeker, wo er anfänglich philosophische Studien bei  Johannes Wubbena (–1678), die orientalischen Sprachen bei Johann Gerhard Terentius (–1677) und die Vorlesungen von Nicolaus Blacardus (1625–1703) besuchte. Der Erfolg dieser Studien zeigte sich zwei Jahre später, als er die Abhandlungen de loco, de fontibus und andere physikalische Themen disputierte. Noch im selben Jahr begann er die theologischen Vorlesungen von Nikolaus Arnoldus (1618–1680) und Balthasar Bekker zu besuchen. Nachdem er die Abhandlungen Theses de sacramentis, de peccato in Spiritum sanctum und de vita aeterna verteidigt hatte, zog er am 19. September 1673 an die Universität Leiden. Hier wollte er vor allem die Vorlesungen von Christophorus Wittichius (1625–1687) über die Föderaltheologie des Johannes Coccejus und dessen Vorlesungen zu den Psalmen besuchen.
Zudem beteiligte er sich hier an den hebräischen Vorlesungen bei Allardus Uchtmannus (1611–1680), den Vorlesungen zu den semitischen Sprachen bei Jacobus Trigland der Jüngere, besuchte die theologischen Vorlesungen von Abraham Heidanus, Antonius Hulsius und Friedrich Spanheim. Von den Leidener Pfarrern Staveren und Knibbe hatte er zahlreiche homiletrische Anregungen erhalten. Er wurde nach den verteidigten Abhandlungen theses de pane ἐπιουσίῳ und de locis conventuum aet. Apostolica, 1675 als Pfarrer nach Midlum berufen. Hierzu hatte er in Franeker am 13. April 1675 sein theologisches Examen absolviert, nahm am 23. desselben Monats seine Berufung an und wurde am 9. Mai als Pfarrer eingeführt. Seine Antrittspredigt hielt er vier Tage später. Hermann Witsius riet ihm sich die akademischen Grade für eine weitere Laufbahn zu erwerben. Daraufhin absolvierte er dafür in Franeker vom 21. bis 25. Juni die dafür notwendigen Prüfungen.
Am 28. Juni promovierte er mit der Abhandlung Disput. Ad selectas quasdam positiones philosophicas zum Magister der Philosophie und einen Tag später mit der Abhandlung Disp. de vero sensu loci Ezech. XX, 25 (Franeker 1675) zum Doktor der Theologie. Ein Jahr später bot man ihm für 500 Gulden am 10. Juli 1675 eine Professur der Theologie an der Universität Franeker an, welche er annahm und am 15. September 1676 seine Antrittsrede de augmento scientiae theologicae hielt. In dieser Eigenschaft behandelte er die Dogmatik nach den Grundsätzen von Samuel Maresius, beschäftigte sich mit den Lehren von Jacobus Arminius, den Briefen an die Römer und Galater, aber auch mit der Kirchengeschichte nach Spanheims Vorbild. In seiner Zeit in Franeker fällt eine schriftliche Auseinandersetzung mit dem Jesuiten Jean Crasset. Johannes a Marck hatte bereits 1680 eine Berufung an die Universität Groningen erhalten, die er abgelehnt hatte. Jedoch als sich der Einfluss der Anhänger des René Descartes und Coccejus erhöht hatte, wechselte er 1682 auf den Lehrstuhl nach Groningen.
Am 1. Juni 1682 hatte er dazu seine Abschiedsrede Oratio de ficta Constantini donatione nam hij in Franeker gehalten und übernahm den Lehrstuhl von Samuel Maresius in Groningen am 20. Juni desselben Jahres mit der Antrittsrede De sopiendis in ecclesia litibus. Nach 1683 übernahm er auch die Vorlesungen für Kirchengeschichte an der Groninger Hochschule, war 1688/89 Rektor der Hochschule Groningen und stieg zum Professor primarus auf. Am 17. Oktober 1689 beriefen ihn die Kuratoren der Universität Leiden zum Professor der Theologie, welches Amt er am 5. Dezember 1689 mit der Rede de debita sacrarum Scripturarum veneratione antrat und eine Leidener Pfarrstelle übernahm. Nach dem Tod von Spanheim wurde er zudem am 24. Dezember 1701 auch Professor der Kirchengeschichte, welchen Lehrstuhl er am 8. Januar 1702 mit der Rede de Christianismi propagati admirandis antrat. Zudem beteiligte er sich auch an den organisatorischen Aufgaben der Leidener Hochschule und war 1695/96, sowie 1712/13 Rektor der Alma Mater.
Johannes a Marck war zweimal verheiratet. Seine erste Ehe schloss er Anfang 1677 mit Helena Burkholt († 30. Mai 1686), der Tochter des Juristen Johannes Burkholt und dessen Frau Helena a Loninga, eine Stieftochter des Heinrich Schotanus a Sterringa. Aus der Ehe stammen sechs Kinder, wovon ihn nur die Tochter Helena Barbara a Marck (* 6. Juni 1685) überlebte, welche den Juristen D. Cornelius van Dorp heiratete. Seine zweite Ehe ging er 1688 mit Catharina Ursinus († 6. Mai 1747 in Leiden), die Tochter des Rotterdamer Pfarrers Johannes Ursinus ein. Von den neun Kindern dieser Ehe überlebten ihn nur zwei Kinder. Johannes Wilhelm a Marck (* 3. Dezember 1691) wurde Pfarrer in Berkhout Assen, Delft und Gouda und Frederica Magarita a Marck verheiratete sich mit Nicolaus Plem.

## Werke
- De Sibyllinis carminibus disputationes academicae duodecim. Accedit Breve examen disserlationis gallicae de Sibyllinis oraculis, edil. Parisii a Joh. Crasselo. Franeker 1682.
- Analysis exegeticae cap. LIII. Jesajae pars 2a, 3a, 4a et 5a. Groningen 1684–1685.
- Exercitationes iuveniles XXVI. Cum Orationibus IV. Groningen 1686.
- Compendium theologiae christianae didactico-elencticum. Immixtis problematibus pluribus et quaestionibus recentioribus adauctum. Groningen 1686; 2. Aufl.: Positionum theologicarum  centuriae decem. Amsterdam 1690 u. ö. 1722 (books.google.de).
- Narratio apologetica contra Braunium. Groningen 1686.
- Appendix contra defensionem Braunii (…). Groningen 1687.
- Analysis exegetica cap. LIII Jesaiae. In qua alia complura vaticinia de Messia illustrantur. Accedit Mantissa observationum textualium. Groningen 1687.
- Christianae theologiae medulla didactico-elencticae. (…) In usus primos academicae juventutis. Amsterdam 1690; u.ö., 6. Aufl. von W. van Irhoven, Utrecht 1742; vertrieben durch Marck selbst unter dem Titel: Het merch der christelijke godtsgeleertheit, behelsende te gelijk Een korte leeringe der waarheden, en wederlegginge der dwaalingen. Overgenoomen uit hel Latijnsche werk tot dienst der academische jeucht opgestelt. Amsterdam 1705; Rotterdam 1723.
- Exercitationes miscellaneae. Sive selectarum disputationum atque orationum in academia Gron.-Omland, habitarum fasciculus. Amsterdam 1690.
- Oratio de christianismi propagati admirandis. Leiden 1702.
- Historia paradisi illustrata libris quatuor. Amsterdam 1705, (books.google.de).
- Academische lijkreede, oover de doot van (…) Jacob Trigland. Leiden 1705 (books.google.de).
- Korte verklaring van het IV. gebodt der goddelijke wet (…). Leiden 1708.
- Oratio funebris in obitum Hermanni Witsii. Leiden 1708.
- Kort ondersoek van de soo genoemde seeven lüden der Kerke des Niewen Testaments. Met een diergelijk aanhangsel van de soo genoemde ses teekenen der tiiden des Ouden Testaments. Beide oovergenoomen uit de Latijnsche schriften (…). Leiden 1713.
- Oratio academica de Mosaica visione dumeti ardentiset non consumpli. Leiden 1713 (Rektoratsrede).
- Exaltationis Jesu Christi historia illustrata. Leiden 1728.
- De heiliginge van de kinderen der geloovigen in Christus, verklaart in eene korte Brief oover die stoffe. Leiden 1729.
- Historia exaltationis Jesu Christi: Illustrata libris. Leiden 1729 (books.google.de).
- Expectatio gloriae futurae Jesu Christi, illustrata libris tribus (…). Leiden 1730.
- De waare gestalte van de kerke. Beneevens de rechte maniere van het kerkbestuur, briefswijze in het korte vertoont tot nuttige onderrichtinge en verbeeteringe. Leiden 1731.